# Zaqatala (raion)
Zaqatala (en azéri : Zaqatala rayonu, en géorgien : ზაქათალა) est l'une des 78 subdivisions de l'Azerbaïdjan. Son chef-lieu se nomme Zaqatala.

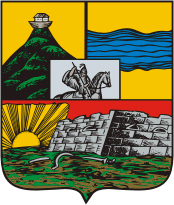

## Histoire
Zagatala est également d'un intérêt historique, en particulier autour de la ville principale, construite dans les années 1830 par les Russes, qui ne devint célèbre qu'au début du XXe siècle. Les villages d'Aliabad et de Mossoul ont d'intéressantes mosquées du XIXe siècle. Les fortifications anciennes se trouvent dans les villages de Kebeloba, Matsekh, Ekhedi Tchardakh, Chaitan-kala et Djar.

## Municipalités
Le rayon comptait 110 830 personnes au 1er janvier 2004, dont 83 297 personnes vivant dans les zones rurales. 
Zagatala représente 31 municipalités. La municipalité de Zagatala comprend   Zaqatala (ville), la municipalité d'Aliabad couvre la colonie d'Aliabad. Un certain nombre de municipalités englobent plus d'un village. Par exemple: la municipalité de Makov comprend les villages Makov, Yolayrydj, Pachan, Vohtala et Abaali;
La municipalité de Goyem comprend les villages de Goyem, Chokek, Sumayly, Dardoggaz;
La municipalité de Dombabina comprend les villages de Dombabina, Mamgabina, Bozbina, Mudjagbina, Musgarabina, Gasanbina et Khanmamedbina;
La municipalité de Tchobangol comprend les villages Tchobankol, Gymyr et Bazar et d'autres. Au total, 31 municipalités comprennent une ville, un village et 59 villages.

## Groupes ethniques
Les Azeris, les Avars, les Tsakhours et les Géorgiens habitent à Zagatala. En plus de la population azérie, qui est la majorité ici et le reste de l'Azerbaïdjan, les communautés des peuples du Daghestan, y compris les Avars, Tsakhours et Lezgins, vivent dans la région.

## Religion
L'islam sunnite

## Géographie
Le district de Zagatala est situé dans la vallée Ganykh-Ayritchay des versants sud du Grand Caucase, dans le nord-ouest de la République d'Azerbaïdjan. Il est bordé par la Géorgie au sud, le Daghestan au nord et les districts de Balakan et Gakh à l'ouest et à l'est. La ville de Zagatala est le centre du district. La ville est située à la hauteur de 535 mètres d'altitude, à 445 kilomètres de la capitale de l'Azerbaïdjan

## Économie
L'économie de la région Zagatala a une base agricole - principalement des cultures commerciales et des moutons. Il y a une usine de thé, une usine de transformation du tabac, une grande combinaison de produits alimentaires et une usine de séchage de cocons de soie. Le miel local est connu en Azerbaïdjan,.

## Villes
Zagatala est une ville d'Azerbaïdjan et le chef-lieu administratif du raïon du même nom situé entre la Géorgie et le Daghestan.

## Galerie

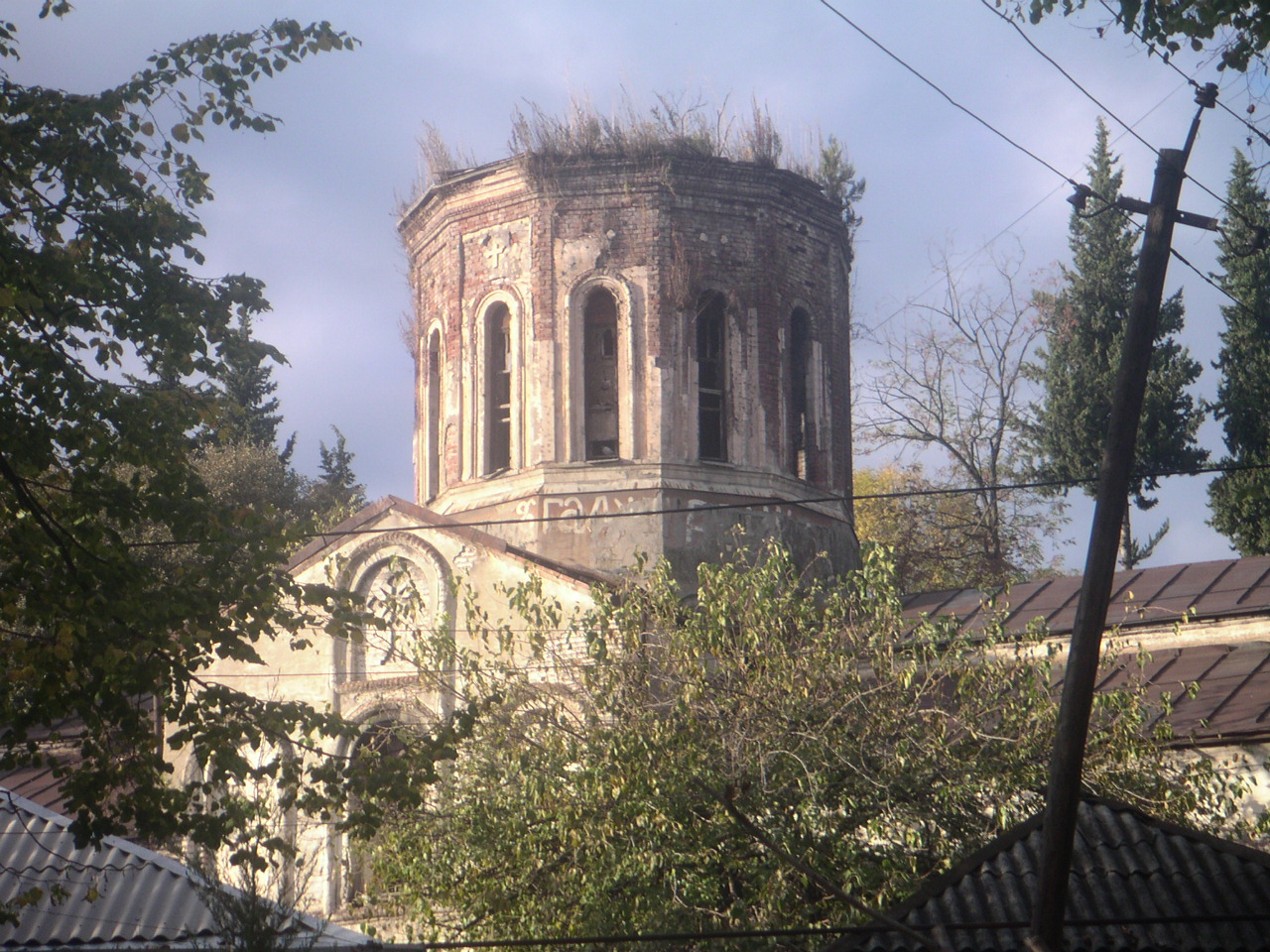
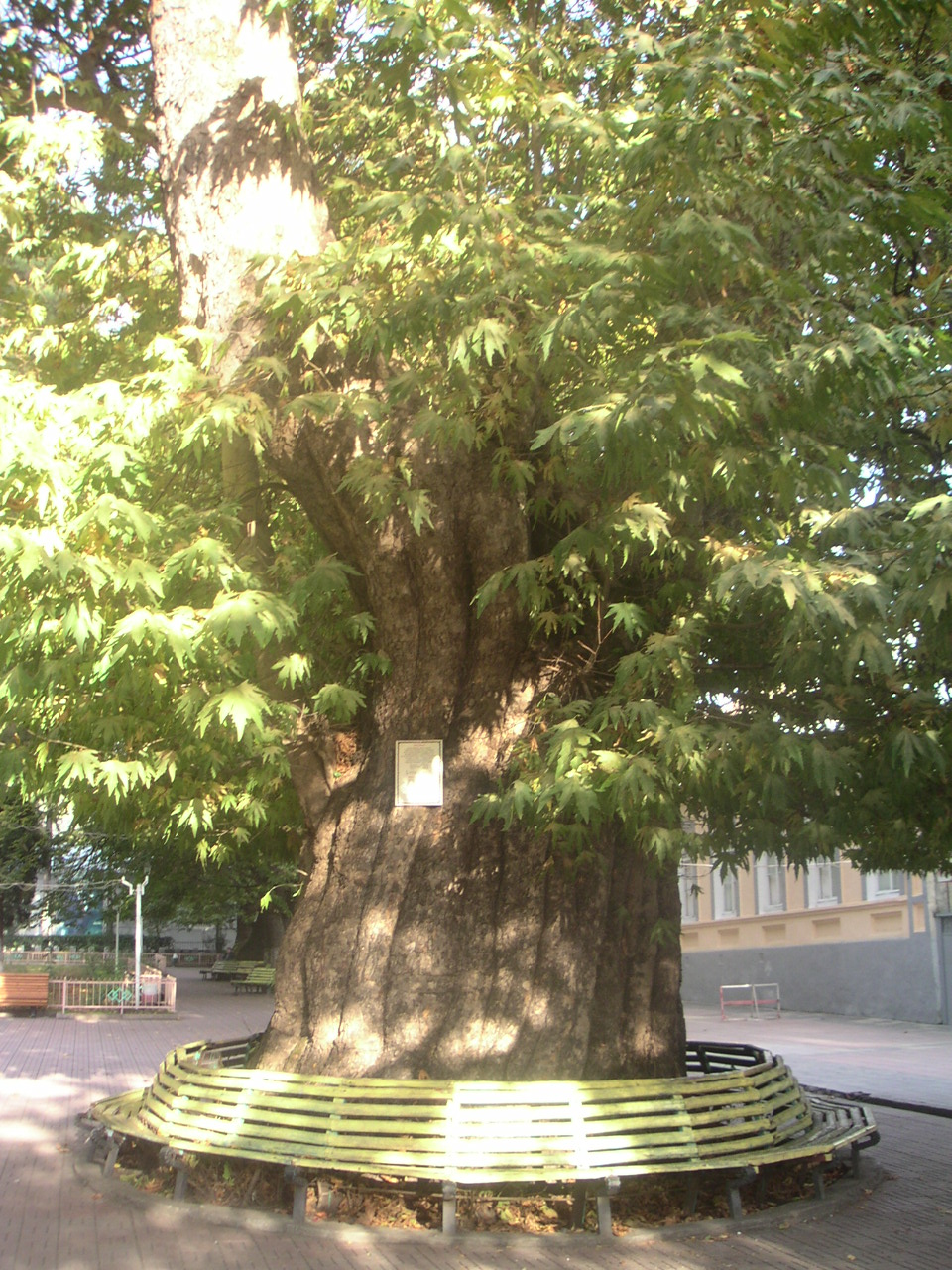
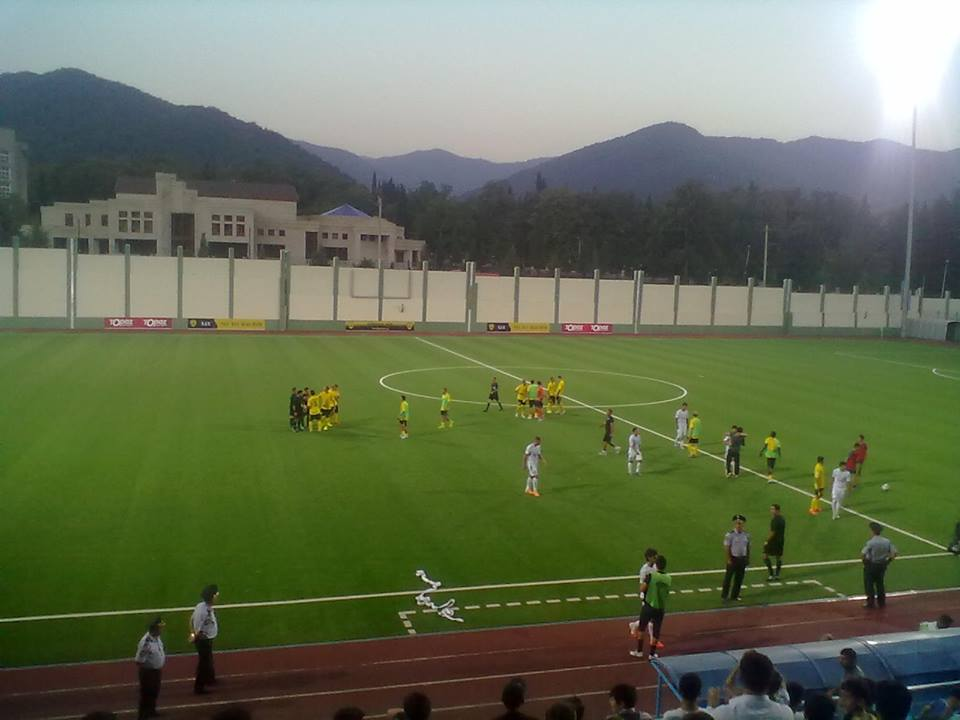
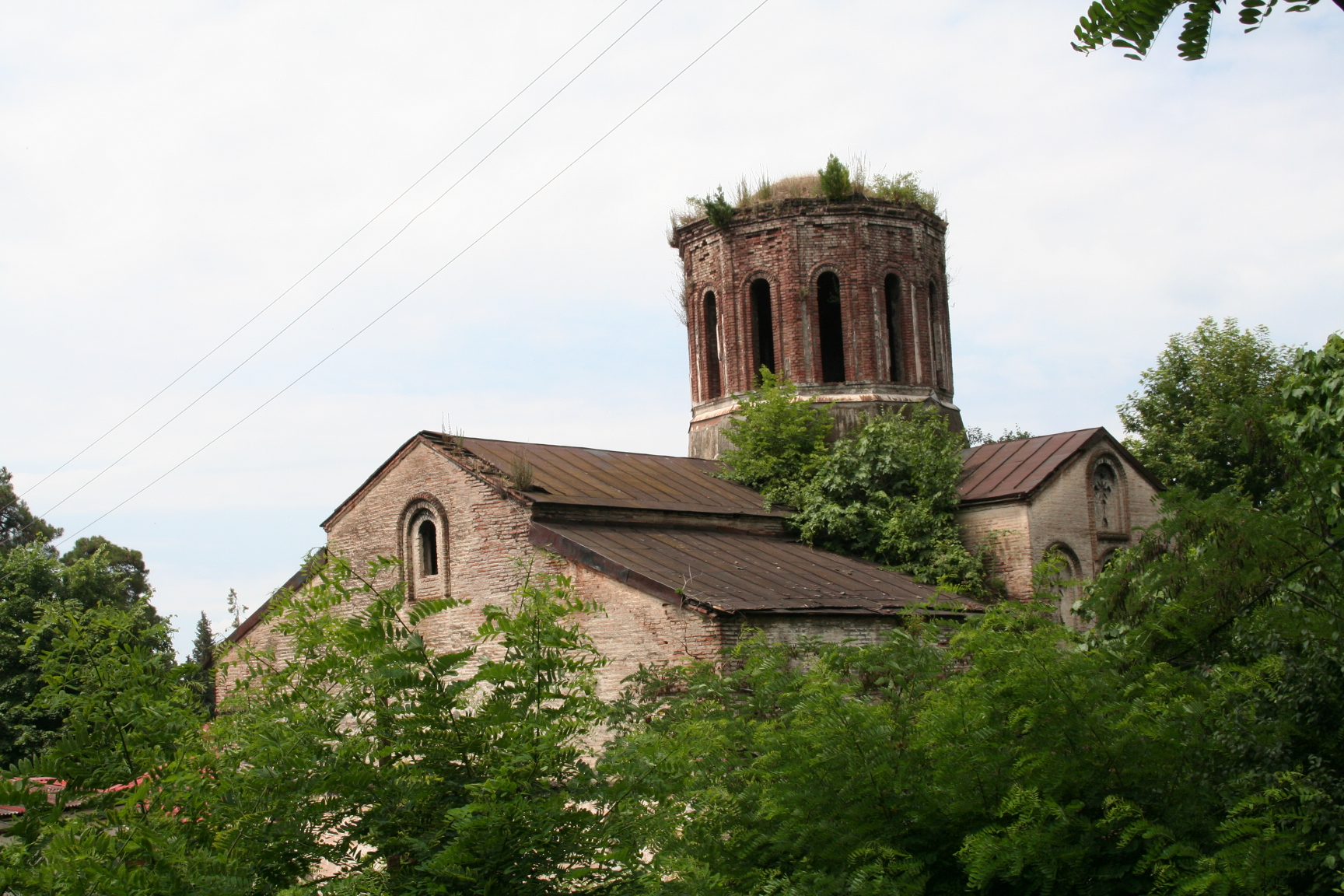
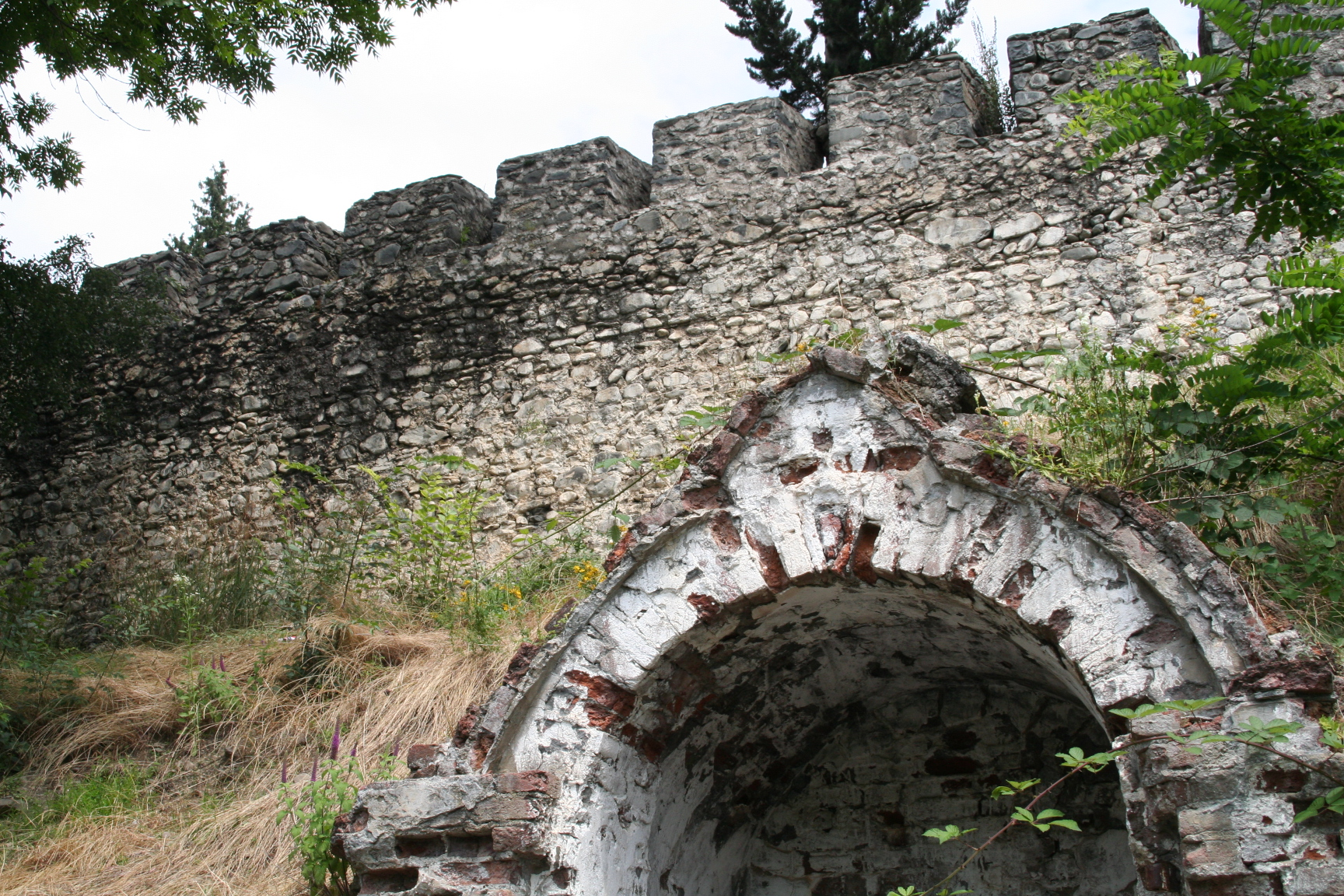
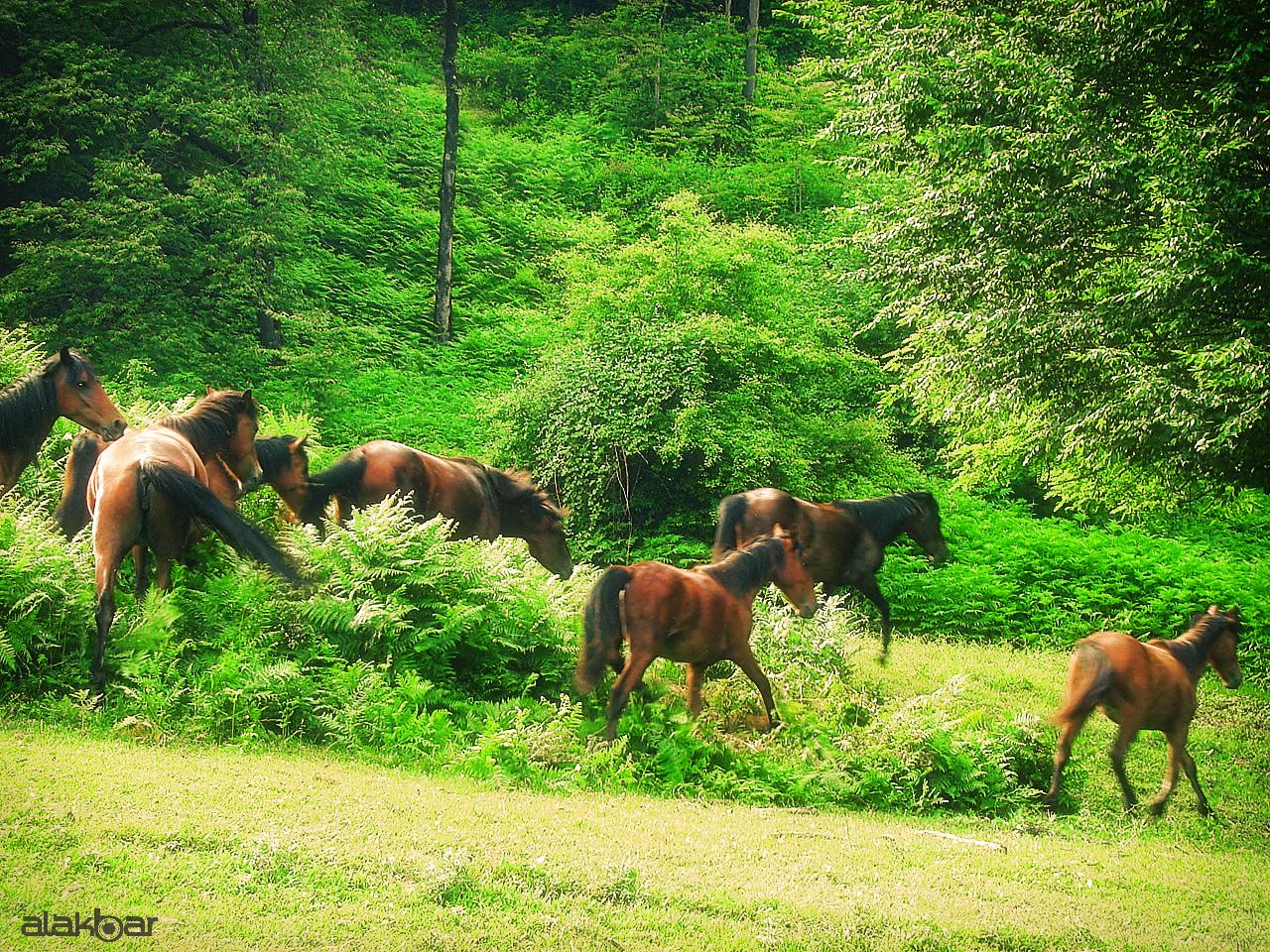
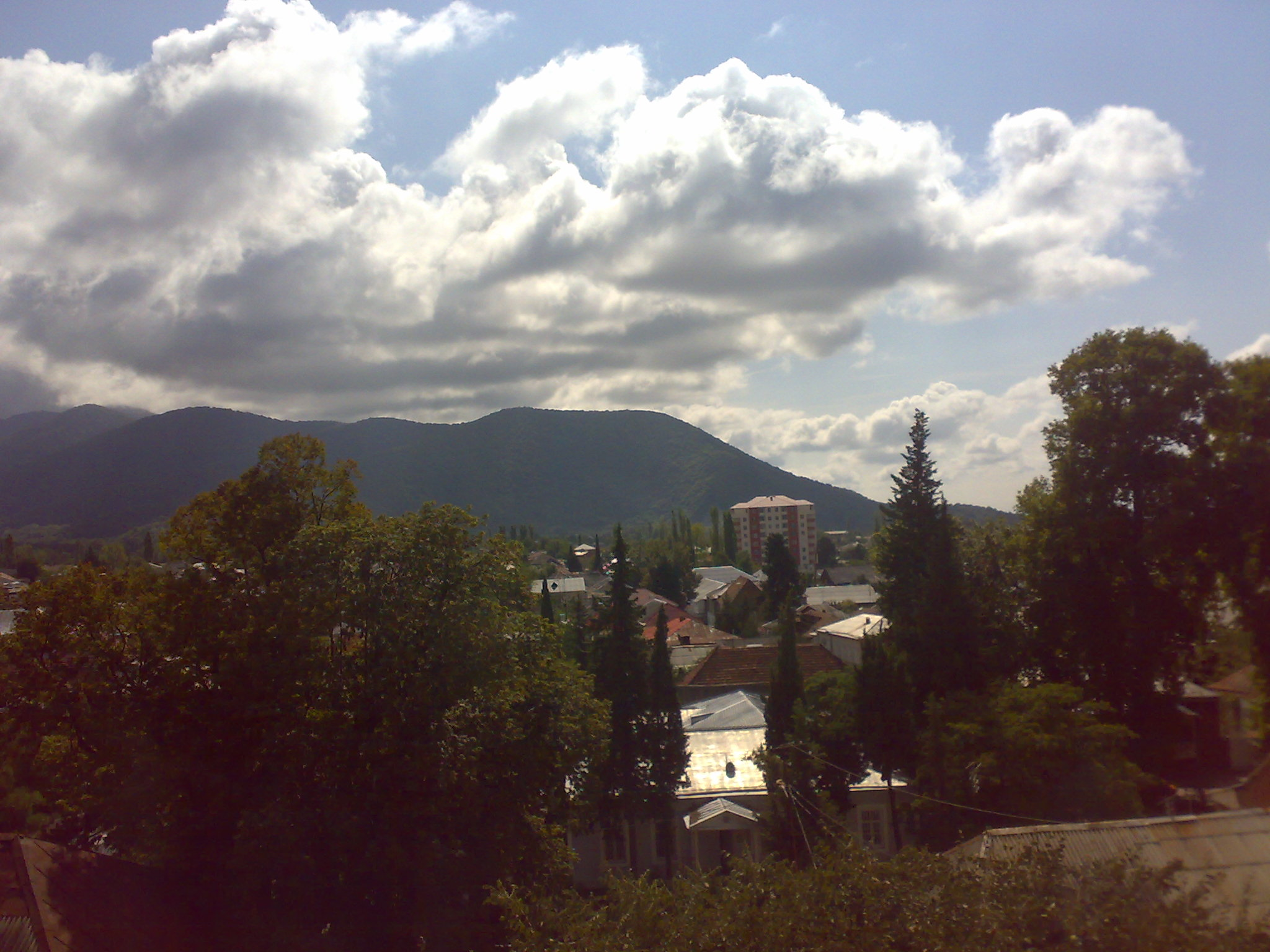
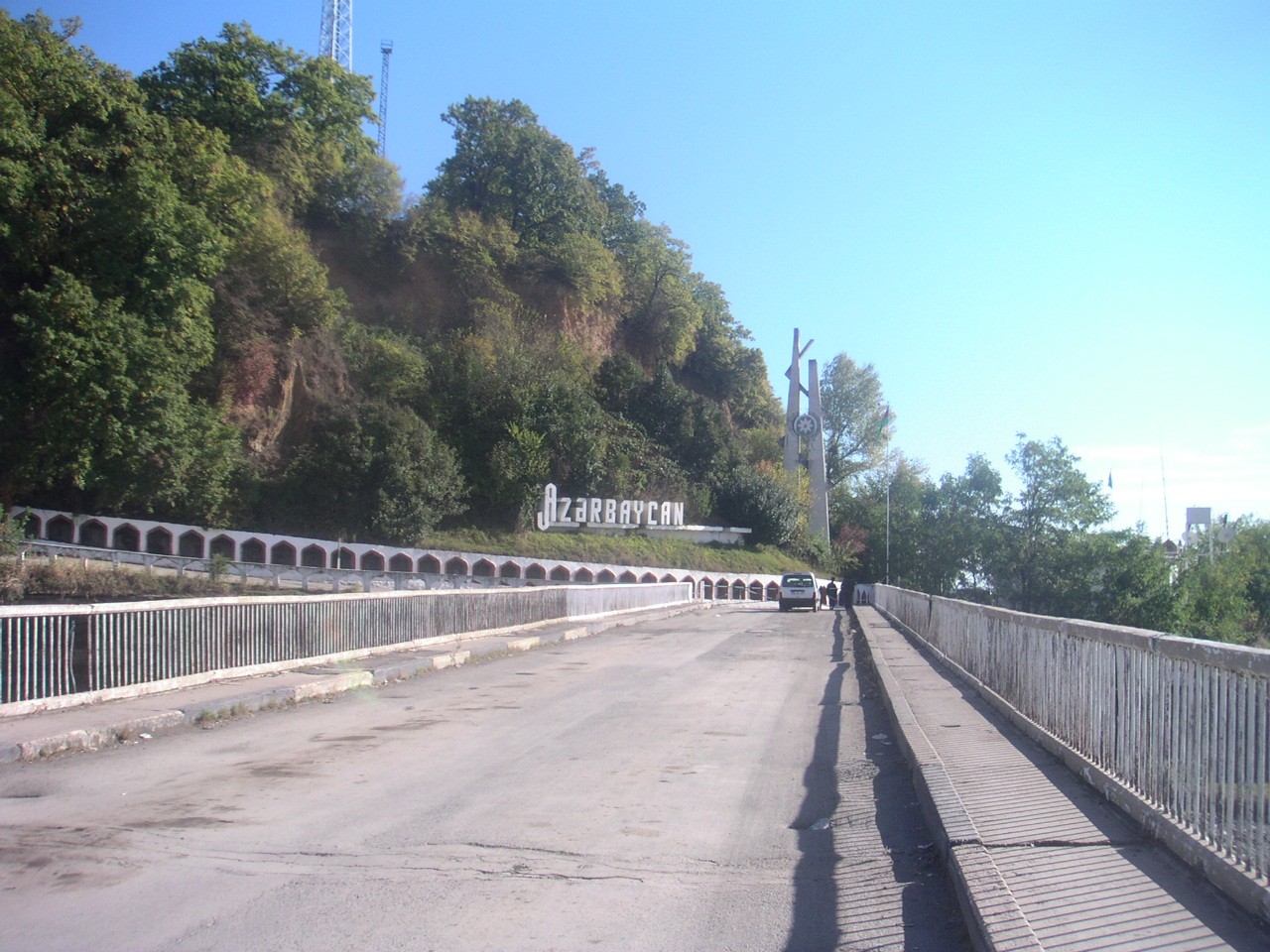
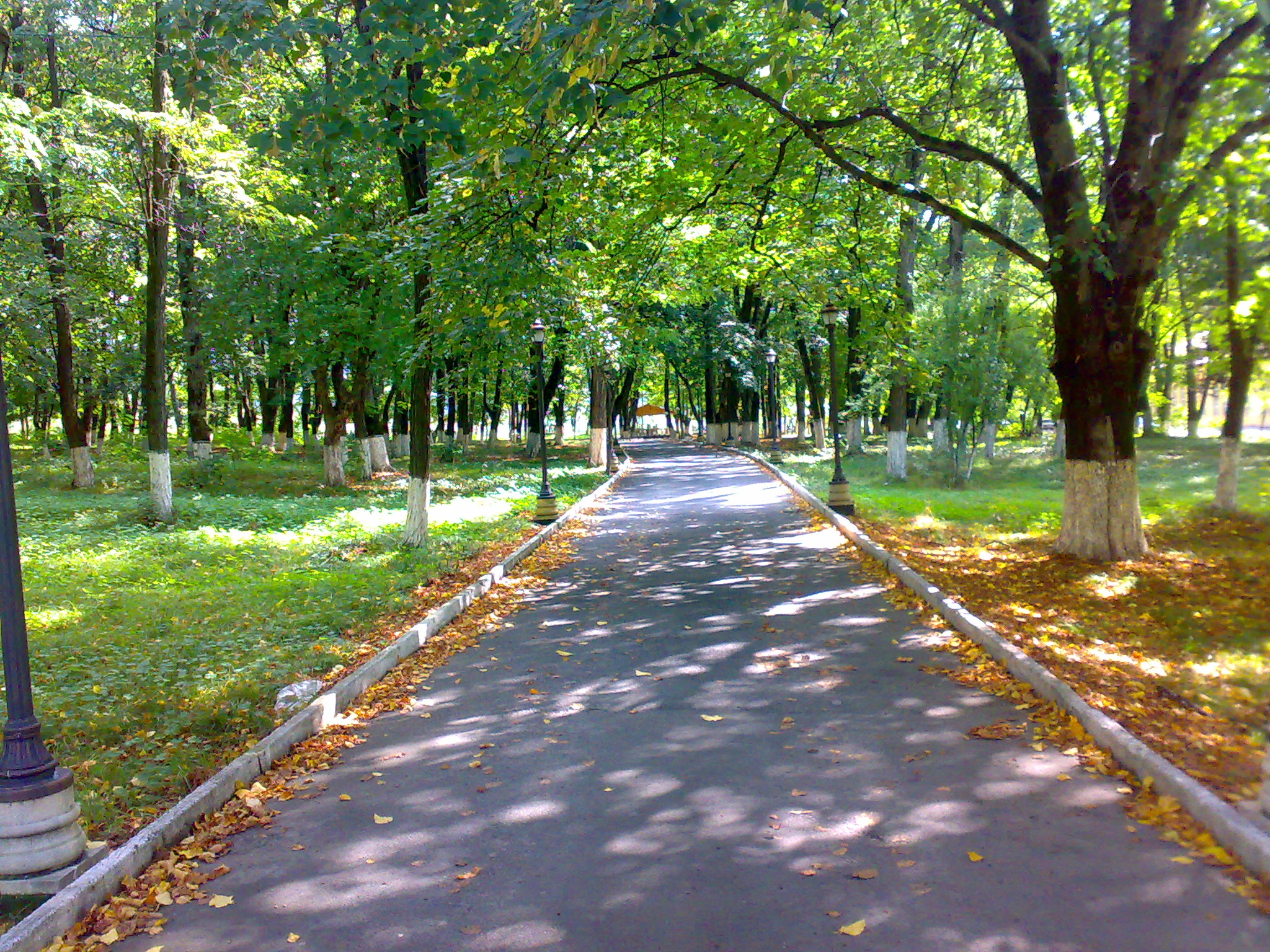
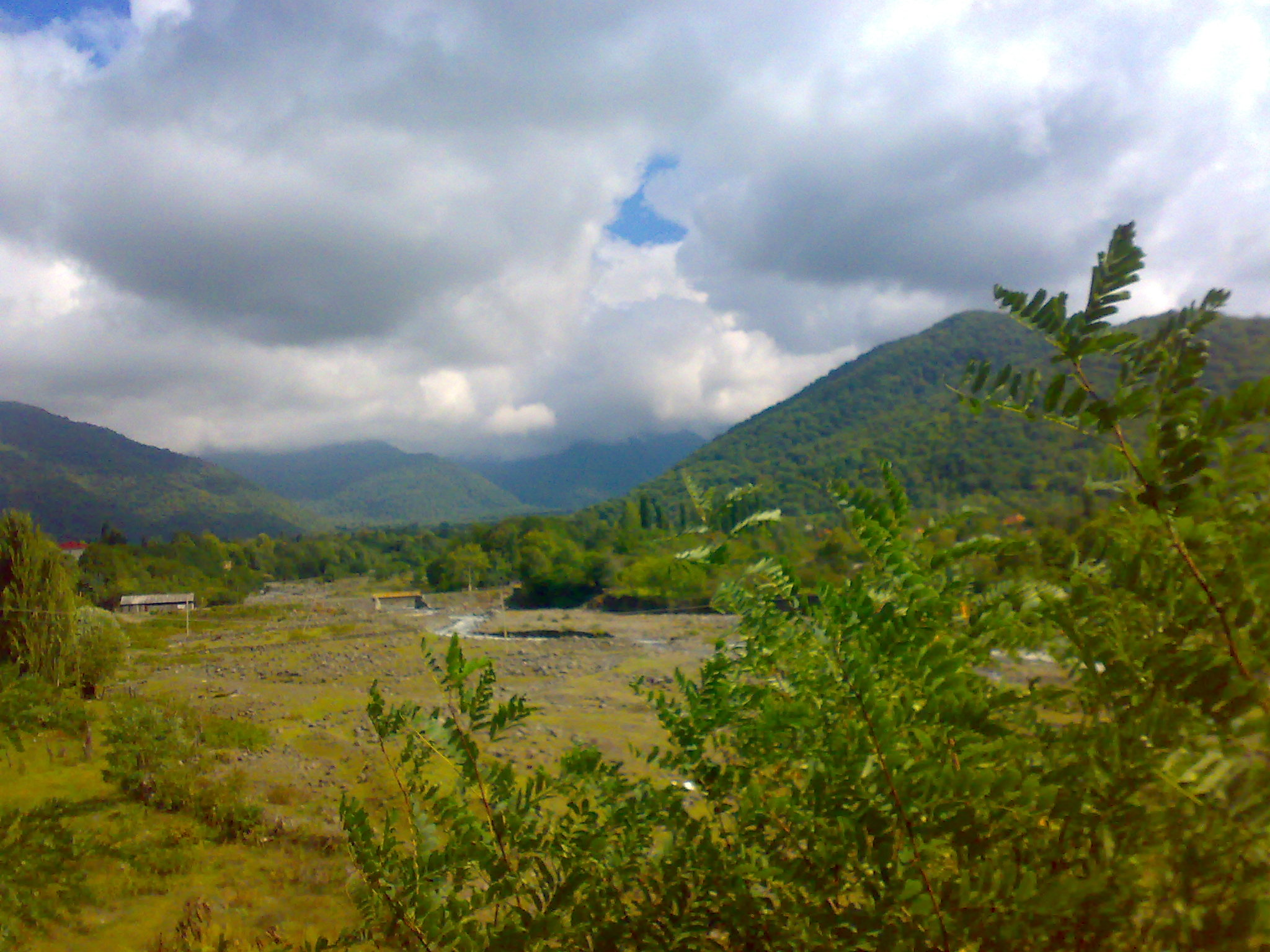
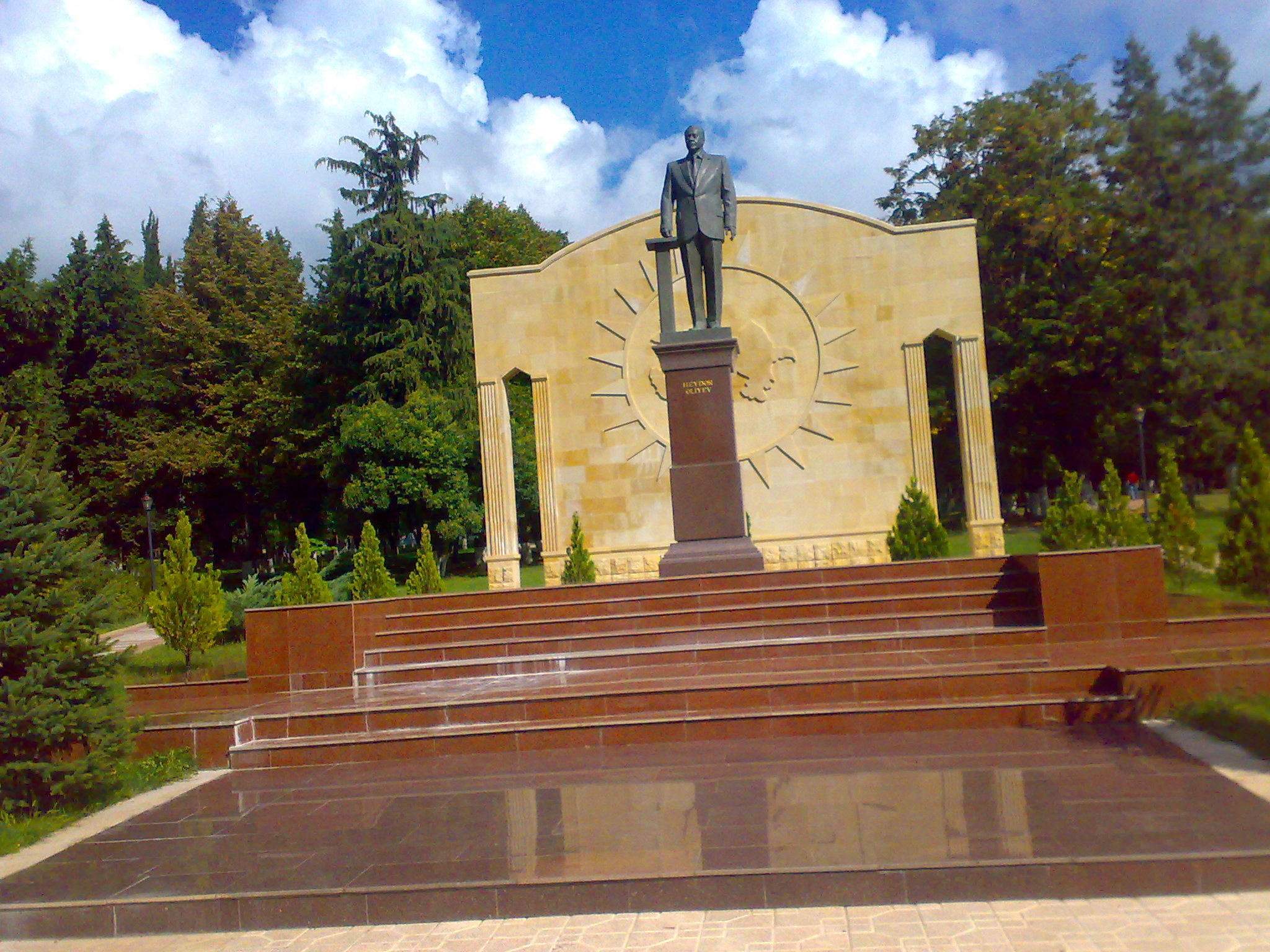

### Villages
- Moukhakh
- Djar
- Aliabad
- Achagi Tala
- Uzuntala
- Phaldarli
- Dombabine
- Danatchi
- Cobankol
- Achagi Chardaklar
- Yukhari Tala
- Daghli
- Mazikh
- Mosul
- Yukhari Cardakhlar
- Bahmetli
- Zeyem
- Yeni Suvagil
- Yengiyan
- Gandakh
- Muganli
- Maqov
- Mamrukh
- Lakhic
- Kepenektchi
- Kebeloba
- Gozbarakh
- Həsənbinə
- Goyem[2]